# Solar System
Solar System è un brano musicale scritto da Brian Wilson per il gruppo pop rock statunitense The Beach Boys. La canzone venne inclusa nell'album della band Love You del 1977, cantata su disco da Wilson stesso, e pubblicata come lato B del singolo Honkin' Down the Highway nello stesso anno.

## Il brano
Si tratta di un brano-filastrocca sui pianeti del sistema solare, ideato quasi come una canzone didattica per bambini con l'intento di insegnare loro i nomi dei vari corpi celesti.

### Composizione
Durante il pomeriggio del 26 ottobre 1976, Trish Campo, ex amministratore capo dei Brother Studios, scorse Brian in studio di registrazione seduto all'organo Hammond B3, mentre con sguardo assente osservava la grande finestra circolare sopra di lui con dipinti pianeti e stelle del sistema solare. Più tardi quello stesso pomeriggio, Campo udì le note di Solar System provenire dallo studio. Nel corso di un'intervista del 1977, lo stesso Brian Wilson disse di avere avuto l'idea per la canzone mentre si trovava in auto dirigendosi ad un incontro tra genitori ed insegnanti presso la scuola che frequentavano le sue figlie. Egli spiegò che guardò il cielo e cominciò a pensare al sistema solare: «È solo qualcosa che mi è venuto in mente. Poi, lo sviluppai in una canzone; non me ne uscii con il titolo quella sera ma scrissi il testo in auto».

### Accoglienza
Inclusa nell'album in uscita dei Beach Boys, la traccia venne anche pubblicata su singolo come lato B del singolo Honkin' Down the Highway, fallendo l'entrata in classifica sia in America che in Gran Bretagna.
Così il celebre critico rock Robert Christgau si riferì al brano recensendo l'album Love You: "[...] trovo assurda la canzoncina sull'astrologia, Solar System, impossibile da ascoltare. Per quanto riguarda il testo, beh, le parole sono spesso abbastanza sciocche, ma anche (e soprattutto), essendo state progettate per rivolgersi a qualunque Brian immagini essere il pubblico rock, rivelano molto di più sull'artista della maggior parte dei testi degli altri autori. E questo artista è un caso molto interessante".

## Tracce singolo
Brother 1389
1. Honkin' Down the Highway (Brian Wilson) - 2:48
2. Solar System (Brian Wilson) - 2:49

## Cover
- Alex Chilton reinterpretò Solar System in concerto durante la metà degli anni ottanta.